# Tejas Airlines
Tejas Airlines war eine US-amerikanische Fluggesellschaft mit Sitz in San Antonio. Sie führte Linienflüge innerhalb des US-Bundesstaats Texas durch.

## Geschichte
Tejas Airlines nahm den Betrieb im Jahr 1977 mit fünf Flugzielen in Texas auf und erweiterte ihr Angebot später auf insgesamt acht Ziele. Im Dezember 1980 musste das Unternehmen Insolvenz anmelden und wurde in der Folge aufgelöst.

## Flugziele
Im Jahr 1979 flog Tejas Airlines die texanischen Städte Austin, Brownsville, Corpus Christi, Houston, Laredo, McAllen und San Antonio an.

## Flotte
Tejas betrieb während ihres Bestehens Maschinen der Typen Fairchild Swearingen Metroliner und Piper PA-31 Navajo.

## Zwischenfälle
- Am 13. August 1978 fiel bei einer Metroliner der Fluggesellschaft beim Anflug auf Austin das linke Triebwerk aus. Die Crew setzte den Anflug fort, ohne zu wissen, ob das Fahrwerk ausgefahren war. Nach dem Aufsetzen rutschte das Flugzeug von der Landebahn und wurde irreparabel beschädigt. Ein Crewmitglied sowie ein Passagier wurden schwer verletzt. Sechzehn weitere Personen erlitten leichte Verletzungen. Das National Transportation Safety Board stellte als Grund des Triebwerksausfalls Treibstoffmangel infolge eines falsch eingestellten Tankwahlschalters fest.[3][4]